# Edward H. Rollins

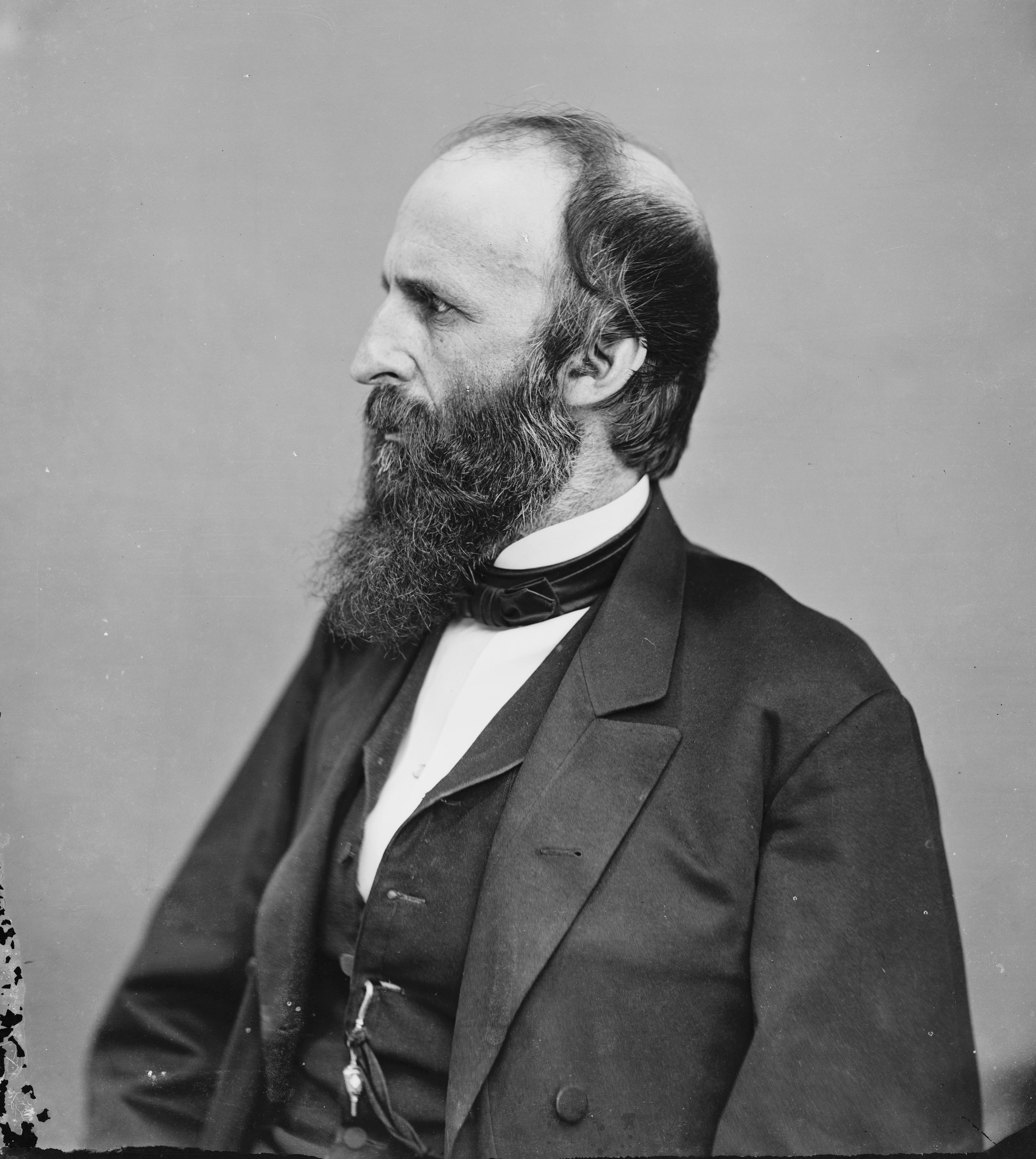
Edward Henry Rollins

Edward Henry Rollins, född 3 oktober 1824 i Strafford County, New Hampshire, död 31 juli 1889 i Rockingham County, New Hampshire, var en amerikansk republikansk politiker och affärsman. Han representerade delstaten New Hampshire i båda kamrarna av USA:s kongress, först i representanthuset 1861-1867 och sedan i senaten 1877-1883.
Rollins var verksam som köpman i Concord. Han blev invald i representanthuset i kongressvalet 1860. Han omvaldes 1862 och 1864. Han ställde inte upp för omval i kongressvalet 1866.
Efter sin tid i representanthuset arbetade Rollins för järnvägsbolaget Union Pacific Railroad. Han efterträdde sedan 1877 Aaron H. Cragin i senaten. Han ställde upp för omval efter en mandatperiod i senaten men valet resulterade i ett dödläge i delstatens lagstiftande församling. Rollins lämnade senaten i mars 1883 och till sist kunde partikamraten Austin F. Pike tillträda som senator i augusti 1883.
Rollins tillträdde 1886 som verkställande direktör för järnvägsbolaget Boston, Concord & Montreal Railroad. Han var dessutom verksam inom bankbranschen. Rollins avled 1889 på Isles of Shoals och gravsattes på Blossom Hill Cemetery i Concord.